# Тіба
35°36′ пн. ш. 140°6′ сх. д. / 35.600° пн. ш. 140.100° сх. д.
Ті́ба або Чі́ба (яп. 千葉市, ちばし, кириліз.: Чіба-ші, МФА: [t͡ɕiba ɕi̥]) — місто в Японії, в префектурі Тіба.

## Короткі відомості
Розташоване в центральній частині префектури. На заході омивається водами Токійської затоки. Адміністративний центр префектури. Одне з міст державного значення Японії. Виникло на базі середньовічного призамкового містечка самурайського роду Тіба. Протягом 17 — 19 століття було постоялим містечком. 1921 року отримало статус міста. Центр Токійсько-Чібського промислового району. Основою економіки є суднобудування, машинобудування, хімічна промисловість, комерція. На території міста розташована неолітична стоянка Касорі. Станом на 1 жовтня 2008 площа міста становила 272,08 км². Станом на 1 січня 2009 населення міста становило 949 236 осіб.

## Географія
Місто розташоване в центральній (майже на середньому заході) префектурі Тіба, центр міста знаходиться на півдорозі між центральним Токіо та міжнародним аеропортом Наріта (приблизно 25-35 км).
Рельєф міста складається з рівнини Канто, яка простягається до набережної та нижньої течії річок, а також плато Сімоса і долин у прилеглих районах. У той час як у передмістях і на набережних розташовано багато великих житлових комплексів, райони Вакаба і Мідорі мають крім житлових районів ще і багате природне середовище. У минулому берегова лінія майже збігалася з сучасними національними автомагістралями № 14, № 357 і № 16, море було неглибоким, але масштабна меліорація морської поверхні після періоду швидкого економічного зростання створила нові величезні ділянки суші. Майже весь район Міхама і частина району Чуо підпадають під цю категорію. Нинішня берегова лінія в районі Чуо майже повністю зайнята промисловими об'єктами і портами, тоді як в районі Міхама були створені довгі штучні пляжі (Інаге-но-хама, Кеміґава-но-хама і Макухарі-но-хама). Весь район Міхама розташований на плато з висотою понад 20 метрів, а деякі частини, такі як Доке-чо в районі Мідорі, розташовані на висоті понад 90 метрів. Найвища точка - 103,6 метра над рівнем моря в Ітакура-чо, районі Мідорі, а найнижча точка - 0,7 метра над рівнем моря в Тойосуна, район Міхама.

### Клімат
| Клімат м. Тіба                             | Клімат м. Тіба | Клімат м. Тіба | Клімат м. Тіба | Клімат м. Тіба | Клімат м. Тіба | Клімат м. Тіба | Клімат м. Тіба | Клімат м. Тіба | Клімат м. Тіба | Клімат м. Тіба | Клімат м. Тіба | Клімат м. Тіба | Клімат м. Тіба |
| Показник                                   | Січ.           | Лют.           | Бер.           | Квіт.          | Трав.          | Черв.          | Лип.           | Серп.          | Вер.           | Жовт.          | Лист.          | Груд.          | Рік            |
| Середній максимум, °C                      | 9,8            | 10,2           | 13,2           | 18,3           | 22,3           | 25,0           | 28,6           | 30,5           | 26,9           | 21,8           | 16,9           | 12,4           | 19,6           |
| Середня температура, °C                    | 5,7            | 6,1            | 8,9            | 14,0           | 18,3           | 21,3           | 25,0           | 26,7           | 23,3           | 18,0           | 12,9           | 8,3            | 15,7           |
| Середній мінімум, °C                       | 1,9            | 2,3            | 5,0            | 10,1           | 14,8           | 18,4           | 22,3           | 23,9           | 20,5           | 14,9           | 9,2            | 4,4            | 12,3           |
| Середня кількість сонячних годин на місяць | 185,1          | 162,3          | 160,3          | 174,1          | 172,3          | 125,2          | 153,0          | 190,0          | 127,7          | 135,6          | 142,0          | 176,1          | 1903,7         |
| Норма опадів, мм                           | 59.6           | 59.5           | 110.0          | 110.4          | 112.5          | 149.9          | 122.5          | 134.3          | 200.4          | 185.9          | 91.0           | 51.5           | 1387.5         |
| Вологість повітря, %                       | 55             | 57             | 63             | 68             | 72             | 79             | 80             | 78             | 78             | 73             | 67             | 59             | 69             |
| ------------------------------------------ | -------------- | -------------- | -------------- | -------------- | -------------- | -------------- | -------------- | -------------- | -------------- | -------------- | -------------- | -------------- | -------------- |
| Джерело: Метеорологічне управління Японії  |                |                |                |                |                |                |                |                |                |                |                |                |                |

### Адміністративний поділ
Тіба поділяється на 6 міських районів:
1. Вакаба
2. Інаґе
3. Мідорі
4. Міхама
5. Тюо
6. Ханаміґава

## Засоби масової інфомації
- Телерадіомовна служба NHK

## Освіта
- Чібський університет

## Спорт
- 1991 — Чемпіонат світу з настільного тенісу
- 1994 — Чемпіонат світу з фігурного катання

## Міста-побратими
- Асунсьйон, Парагвай (1970)
- North Vancouver, Канада (1970)
- Х'юстон, США (1972)
- Кесон-Сіті, Філіппіни (1972)
- Монтре, Швейцарія (1996)

## Уродженці
- Кобаясі Масато — спортсмен, кікбоксер.
- Міура Кентаро — художник, ілюстратор.
- Суґурі Фуміє — спортсменка, фігуристка.